# بانجاران (فیلم)
بانجاران (به هندی: Banjaran) فیلمی محصول سال ۱۹۹۱ و به کارگردانی هارمش مالهوترا است. در این فیلم بازیگرانی همچون ریشی کاپور، سری دوی، پران، گلشن گروور، کولبوشان کارباندا، آنجانا ممتاز، نیلم کوتهاری، شارات ساکسنا ایفای نقش کرده‌اند.